# Gregor XVI.

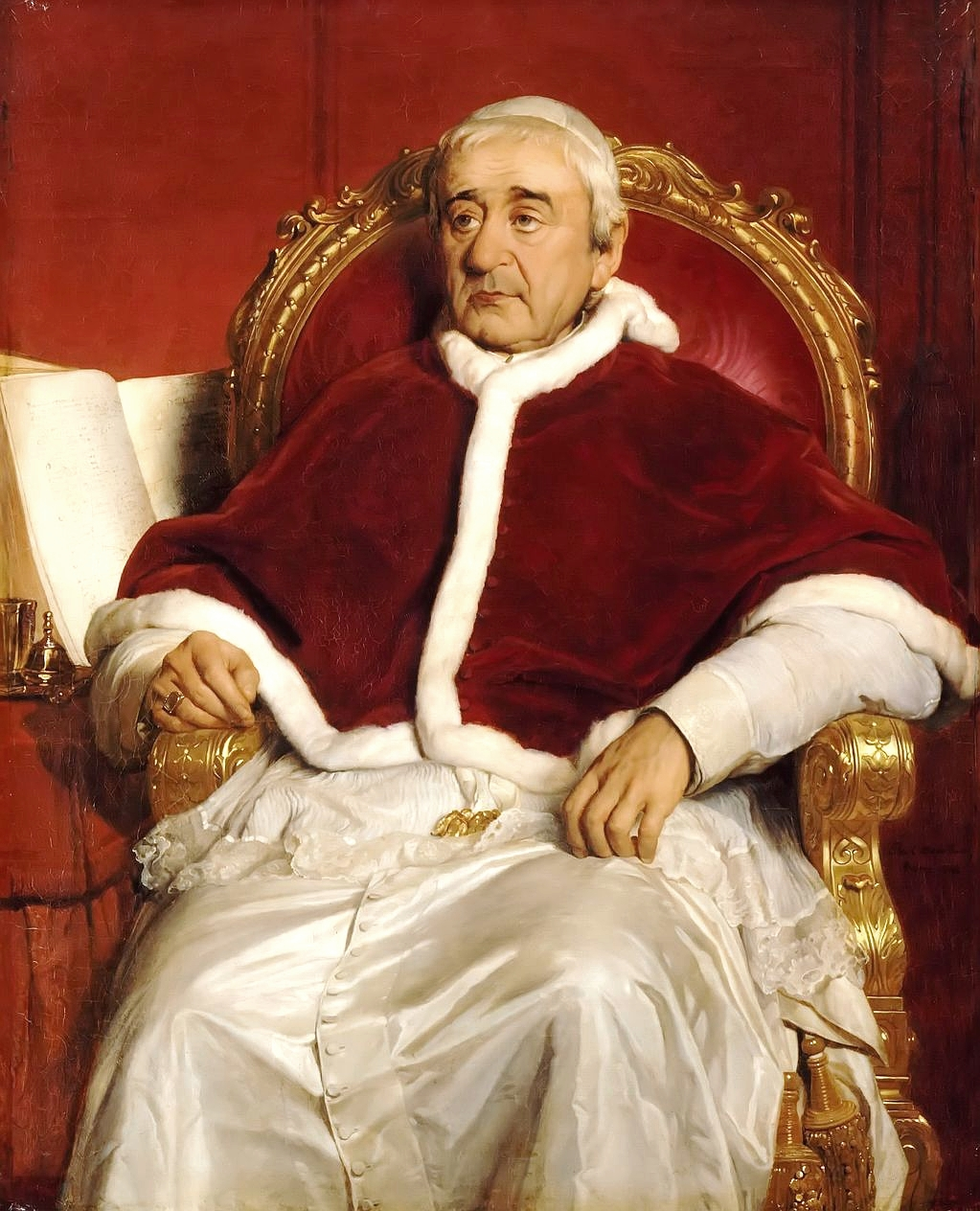
Gemälde von Paul Delaroche (1844)

Abbildung Gregors aus den Effigies Pontificum Romanorum Dominici Basae (1842)

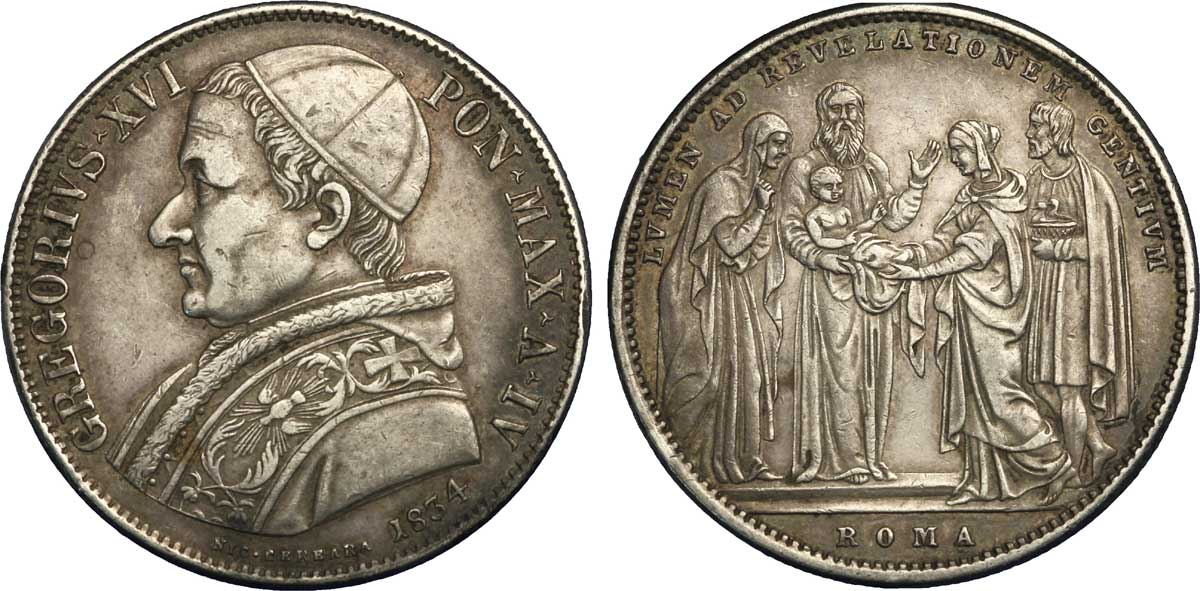
Silberner Scudo mit dem Bildnis Gregors XVI. (1834)

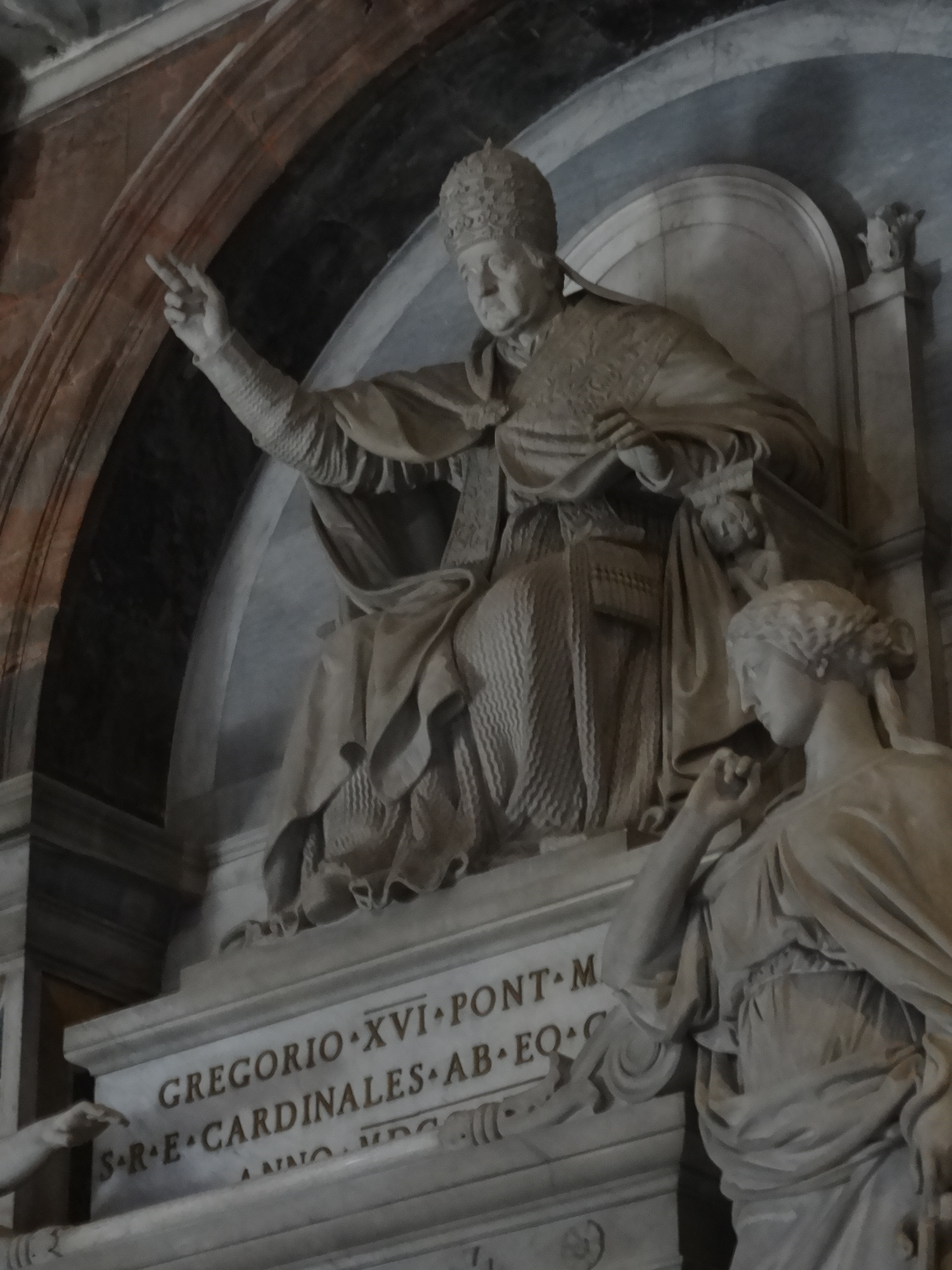
Grabmal im Petersdom von Luigi Amici (ungefähr 1850)

Wappen Gregors XVI. (moderne Nachzeichnung)

Gregor XVI. (* 18. September 1765 in Belluno, Republik Venedig; † 1. Juni 1846 in Rom; bürgerlicher Name Bartolomeo Alberto Cappellari) war von 1831 bis zu seinem Tod der 254. Papst der römisch-katholischen Kirche. Er ist der bislang letzte Papst, der zum Zeitpunkt seiner Wahl zwar Kardinal, aber kein Bischof war. Zudem war er bis zur Wahl von Papst Franziskus im Jahre 2013 der letzte Ordensangehörige und bis zur Wahl von Papst Leo XIV. im Jahre 2025 der letzte Mönch, der zum Papst gewählt wurde.

## Leben

### Herkunft und kirchliche Laufbahn
Bartolomeo Cappellari, Sohn des Notars Giovanni Battista Cappellari, trat 1783 gegen den Widerstand seiner Eltern als Fra Mauro in den Orden der Kamaldulenser ein, als Mönch des Klosters San Michele di Murano in der Lagune von Venedig. Er studierte Philosophie, Theologie und Kirchenrecht; 1787 folgte die Priesterweihe und 1790 wurde er Lesemeister des Ordens. 1795 ging Cappellari nach Rom. 1799, als Papst Pius VI. sich in französischer Gefangenschaft befand, veröffentlichte er eine Schrift namens Il trionfo della Santa Sede e della Chiesa contro gli assalti dei novatori. Darin bekräftigte Cappellari das monarchische Wesen der Kirche sowie den Primat und die Unfehlbarkeit des Papstamtes. 1805 wurde er zum Abt des Klosters San Gregorio auf dem Monte Celio in Rom gewählt.
Zwischen 1809 und 1814, während der Besetzung Italiens durch napoleonische Truppen und der von Napoleon befohlenen Auflösung der Orden, arbeitete er als Laienlehrer auf Murano und in Padua. 1814, nachdem Napoleons Einfluss in Italien beendet worden war, kehrte er in das Kloster San Gregorio in Rom zurück. 1818 wurde er zum Generalprokurator und 1823 zum General seines Ordens gewählt. Im März 1825 kreierte ihn Leo XII. zum Kardinal und im Folgejahr zum Präfekten der Kongregation de Propaganda Fide. Vor allem in China sah Cappellari eine klare Trennung zwischen Mission und Politik. So gestand er den dortigen Gläubigen zu, an bürgerlichen Zeremonien ohne religiöse Inhalte teilzunehmen. Im preußischen Mischehenstreit (siehe auch Kölner Wirren) hingegen beharrte er auf der Position, dass Kinder aus interkonfessionellen Ehen auf jeden Fall katholisch erzogen werden müssen. So ermahnte er diesbezüglich in einem Schreiben vom 18. Januar 1839 den Breslauer Fürstbischof Graf Sedlnitzky wegen dessen zu laxem Verhalten bei der Verteidigung der Rechte und Lehren der Kirche.

### Pontifikat
Am 2. Februar 1831 wurde er überraschend nach einem 54 Tage währenden Konklave zum Nachfolger des am 30. November 1830 verstorbenen Pius VIII. zum Papst gewählt. Kardinaldekan Bartolomeo Pacca weihte ihn am 3. Februar 1830 im Petersdom zum Bischof. Mitkonsekratoren waren Pietro Francesco Galleffi, Kardinalbischof von Porto e Santa Rufina, und Tommaso Arezzo, Kardinalbischof von Sabina. Am 6. Februar 1830 wurde er gekrönt.
Gregor XVI. spielte eine wichtige Rolle bei der Neufindung des kirchlichen Selbstverständnisses, nachdem die Kirche die Stürme der Französischen Revolution mit dem Umsturz beinahe aller Verhältnisse überstanden hatte. Das Erstarken des geistlichen Charakters kann als Folge der Zurückdrängung des weltlichen Einflusses der Kirche und als Folge insbesondere der Säkularisationen verstanden werden. Gregor XVI. hat an der Durchsetzung der neuen Spiritualität in den Verhältnissen zu den europäischen Staaten wesentlichen Anteil. In Preußen etwa unterstützte er den Kölner Erzbischof Clemens August Freiherrn Droste zu Vischering (1773–1845) in der Durchführung der kirchlichen Selbstverwaltung. Mit seiner Allokution gegen die preußische Regierung verkündete er den modernen Anspruch der Kirche auf Unabhängigkeit in spiritualibus. Auch die Berufung von Johann Nepomuk von Tschiderer zum Bischof von Trient machte seine Förderung der geistlichen Erneuerung deutlich.
Kritisch wird mancherorts die große Nähe des Papstes zum österreichischen Staatskanzler Metternich bewertet. So ließ er mit Hilfe österreichischer Truppen im Jahr 1831 Aufstände der liberalen Carboneria niederschlagen.
Als erster Papst seit Benedikt XIV. veröffentlichte Gregor XVI. in größerem Umfang päpstliche Lehrschreiben in Form der Enzyklika (eigentlich ein Rundschreiben an die Bischöfe). Der mitunter aggressive Ton dieser gelehrten Dokumente reizte Kritiker dazu, sie häufig als Bestätigung für ein bestimmtes, antimodernes Verständnis des Papsttums zu zitieren. Beispielsweise verurteilte Gregor XVI. in seiner ersten Enzyklika Mirari vos vom 15. August 1832 nicht nur Naturalismus, Rationalismus und religiöse Indifferenz, sondern auch Gewissensfreiheit und Meinungsfreiheit. Auch die Ernennung der Kardinalstaatssekretäre Tommaso Bernetti (amtierend 1831–1836) und insbesondere Luigi Lambruschini (amtierend 1836–1846), der unnachgiebig gegenüber modernen Tendenzen war, legt einen kirchenpolitischen Konservatismus Gregors nahe.

### Tod
Gregor XVI. starb am 1. Juni 1846 nach einwöchiger Krankheit an den Folgen eines Erysipels. Der Schweizer Kulturhistoriker Jacob Burckhardt, der sich 1845/1846 in Rom aufgehalten hatte, berichtet, dass die römische Bevölkerung ohne Andacht und Trauer auf die Todesnachricht und die Begräbnisfeierlichkeiten reagiert habe.

## Publikationen
- Il trionfo della Santa Sede e della Chiesa contro gli assalti dei novatori, 1799 (als Bartolomeo Alberto Cappellari).
- Sanctissimi Domini Nostri Gregorii Divina Providentia Papae XVI Allocutio. Habita in Consistorio Secreto IV idus decembres anni MDCCCXXXVII. Reichel, Augsburg 1838 (Digitalisat).